# Les Experts : Manhattan (jeu vidéo)
Les Experts : Manhattan (CSI: NY – The Game) est un jeu vidéo d'aventure sorti en 2008 sur Windows. Le jeu a été édité par Ubisoft et développé par Legacy Interactive.

## Accueil
- Jeuxvideo.com : 5/20[1]